# Beyren-lès-Sierck
Beyren-lès-Sierck (fràncic lorenès Beiren) és un municipi francès situat al departament del Mosel·la i a la regió del Gran Est. L'any 2007 tenia 467 habitants.

## Demografia

### Població
El 2007 la població de fet de Beyren-lès-Sierck era de 467 persones. Hi havia 170 famílies, de les quals 36 eren unipersonals (24 homes vivint sols i 12 dones vivint soles), 55 parelles sense fills, 75 parelles amb fills i 4 famílies monoparentals amb fills.
La població ha evolucionat segons el següent gràfic:
Habitants censats

### Habitatges
El 2007 hi havia 190 habitatges, 172 eren l'habitatge principal de la família, 1 era una segona residència i 17 estaven desocupats. 169 eren cases i 20 eren apartaments. Dels 172 habitatges principals, 148 estaven ocupats pels seus propietaris, 19 estaven llogats i ocupats pels llogaters i 5 estaven cedits a títol gratuït; 3 tenien dues cambres, 9 en tenien tres, 29 en tenien quatre i 132 en tenien cinc o més. 154 habitatges disposaven pel capbaix d'una plaça de pàrquing. A 69 habitatges hi havia un automòbil i a 93 n'hi havia dos o més.

### Piràmide de població
La piràmide de població per edats i sexe el 2009 era:
| Homes | Edats   | Dones |
| ----- | ------- | ----- |
| 0     | 95 o +  | 0     |
| 0     | 90 a 94 | 0     |
| 0     | 85 a 89 | 4     |
| 4     | 80 a 84 | 4     |
| 0     | 75 a 79 | 4     |
| 16    | 70 a 74 | 8     |
| 8     | 65 a 69 | 8     |
| 12    | 60 a 64 | 8     |
| 8     | 55 a 59 | 8     |
| 24    | 50 a 54 | 28    |
| 8     | 45 a 49 | 8     |
| 20    | 40 a 44 | 20    |
| 8     | 35 a 39 | 12    |
| 24    | 30 a 34 | 16    |
| 8     | 25 a 29 | 24    |
| 4     | 20 a 24 | 0     |
| 12    | 15 a 19 | 16    |
| 16    | 10 a 14 | 32    |
| 12    | 5 a 9   | 16    |
| 12    | 0 a 4   | 8     |

## Economia
El 2007 la població en edat de treballar era de 306 persones, 235 eren actives i 71 eren inactives. De les 235 persones actives 223 estaven ocupades (123 homes i 100 dones) i 12 estaven aturades (6 homes i 6 dones). De les 71 persones inactives 22 estaven jubilades, 24 estaven estudiant i 25 estaven classificades com a «altres inactius».

### Ingressos
El 2009 a Beyren-lès-Sierck hi havia 167 unitats fiscals que integraven 464 persones, la mediana anual d'ingressos fiscals per persona era de 18.595,5 €.

### Activitats econòmiques
Dels 8 establiments que hi havia el 2007, 2 eren d'empreses de construcció, 3 d'empreses de comerç i reparació d'automòbils, 1 d'una empresa d'hostatgeria i restauració, 1 d'una empresa de serveis i 1 d'una entitat de l'administració pública.
Dels 3 establiments de servei als particulars que hi havia el 2009, 1 era un taller de reparació d'automòbils i de material agrícola, 1 paleta i 1 restaurant.
L'any 2000 a Beyren-lès-Sierck hi havia 18 explotacions agrícoles que ocupaven un total de 585 hectàrees.

## Equipaments sanitaris i escolars
El 2009 hi havia 2 escoles elementals.

## Poblacions més properes
El següent diagrama mostra les poblacions més properes.